# ستيفان برغر
ستيفان برغر (بالألمانية: Stephan Burger)‏ هو قاضي ألماني، ولد في 29 أبريل 1962 في فرايبورغ في ألمانيا.

## روابط خارجية
- ستيفان برغر على موقع مونزينجر (الألمانية)